# Maiol I de Narbona
Maiol (I) (morto antes de 15 de junho de 911) foi o terceiro visconde conhecido do Viscondado de Narbona, em provável sucessão de Alberico I. Possivelmente era filho do vidama Francão I. É conhecido apenas por uma doação póstuma de 15 de junho de 911 ao arcebispo Arnusto de Narbona que cita um alódio que recebeu dos filhos e esposa de Maiol. Maiol era casado com Raimunda / Ramona e com ela gerou dois filhos e sucessores confirmados, Guálter (Valcário) e Alberico II, e possivelmente outro chamado Maiol.